# Katowice Ligota
Katowice Ligota – stacja kolejowa w Katowicach Ligocie, w województwie śląskim, w Polsce. Według klasyfikacji PKP ma kategorię dworca aglomeracyjnego. Jest to stacja węzłowa, mająca duże znaczenie dla ruchu pociągów zarówno pasażerskich, jak i towarowych.

## Charakterystyka
W ruchu pasażerskim przez stację przebiega korytarz E65 w kierunku Zebrzydowic oraz rozpoczyna się tu jednotorowa linia, stanowiąca połączenie Katowic z Rybnikiem oraz Raciborzem. W ruchu towarowym zaś rozpoczyna się tu dwutorowy szlak do posterunku Panewnik, prowadzący dalej w kierunku Gliwic. Od strony południowej zaś do stacji dochodzi też jednotorowy szlak z Ochojca. Obie linie używane były niegdyś w ruchu pasażerskim. Stacja w Ligocie do obsługi ruchu pasażerskiego posiada 2 wysokie, dwukrawędziowe perony, zaś do ruchu towarowego 9 torów dodatkowych. Funkcjonuje tu też linia KWK Wujek, która niedawno została włączona do Id12. Na stacji ma też początek kilka innych bocznic oraz istnieją dosyć liczne tory boczne. Ruch pociągów prowadzony jest przez nastawnie KL i KL1, które posiadają urządzenia elektryczne suwakowe typu VES z sygnalizacją świetlną. Z nastawni KL1 obsługuje się też rozjazdy, leżące w rejonie przystanku (a dawnej stacji) Katowice Piotrowice.
Od 30 marca 2012 została zlikwidowana kasa biletowa.
Stacja ta obsługuje również połączenia Szybkiej Kolei Regionalnej, a także połączenia regionalne do większych miast, miejscowości turystycznych i uzdrowiskowych. Z dworca odjeżdżają pociągi osobowe Kolei Śląskich.
W drugiej połowie 2014 roku firma Pol-Rem z Myszkowa na zlecenie PKP rozpoczęła remont dworca. W ramach remontu na nowo zaaranżowano wnętrza – oprócz poczekalni i nowych toalet – powstały miejsca na lokale komercyjne. Przy okazji modernizacji wnętrza odnowiono także graffiti autorstwa Stefana Suberlaka. W budynku pojawił się też nowy system informacji pasażerskiej oraz monitoring. Przy dworcu w Ligocie powstał parking na 16 miejsc, ustawiono stojaki na rowery oraz nowe ławki. Odnowiony dworzec został otwarty 25 września 2015.
W roku 2018 stacja obsługiwała 2000–3000 pasażerów na dobę.

## Ruch pasażerski
| Rok   | Wymiana pasażerska na dobę |
| ----- | -------------------------- |
| 2018. | 2 000-3 000                |
| 2022  | 1 500-2 000                |

## Galeria

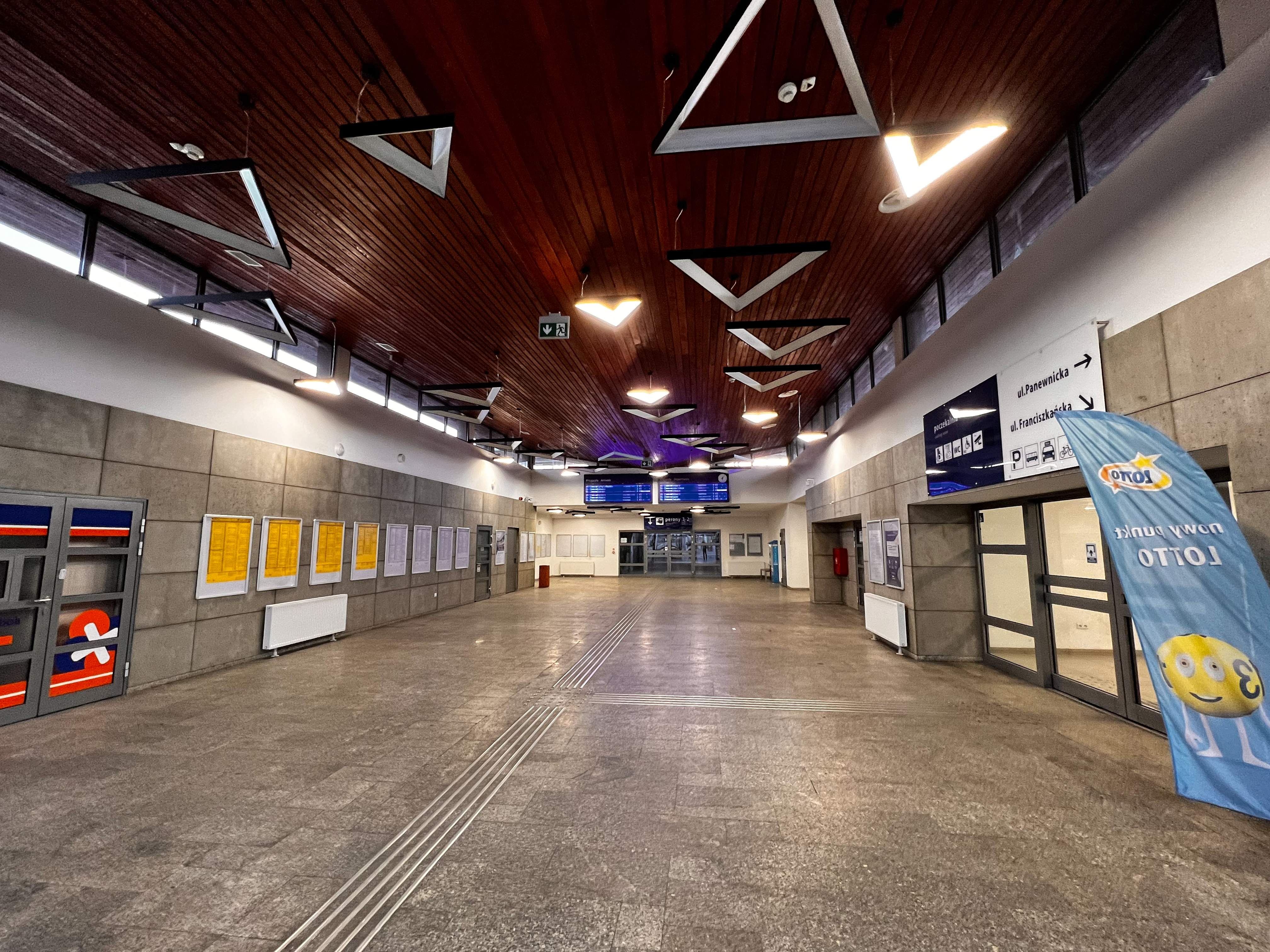
Hol główny
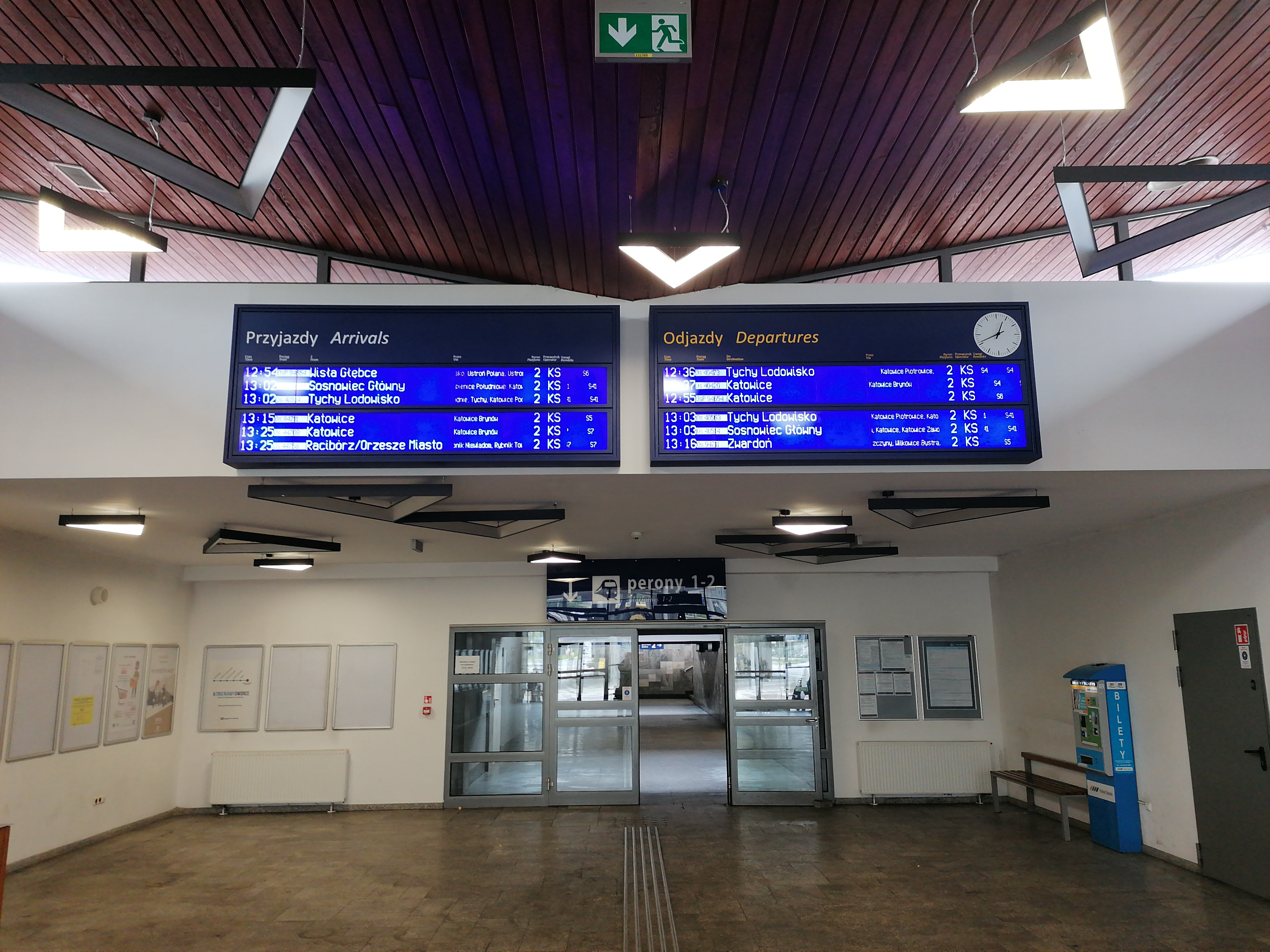
Tablice odjazdów
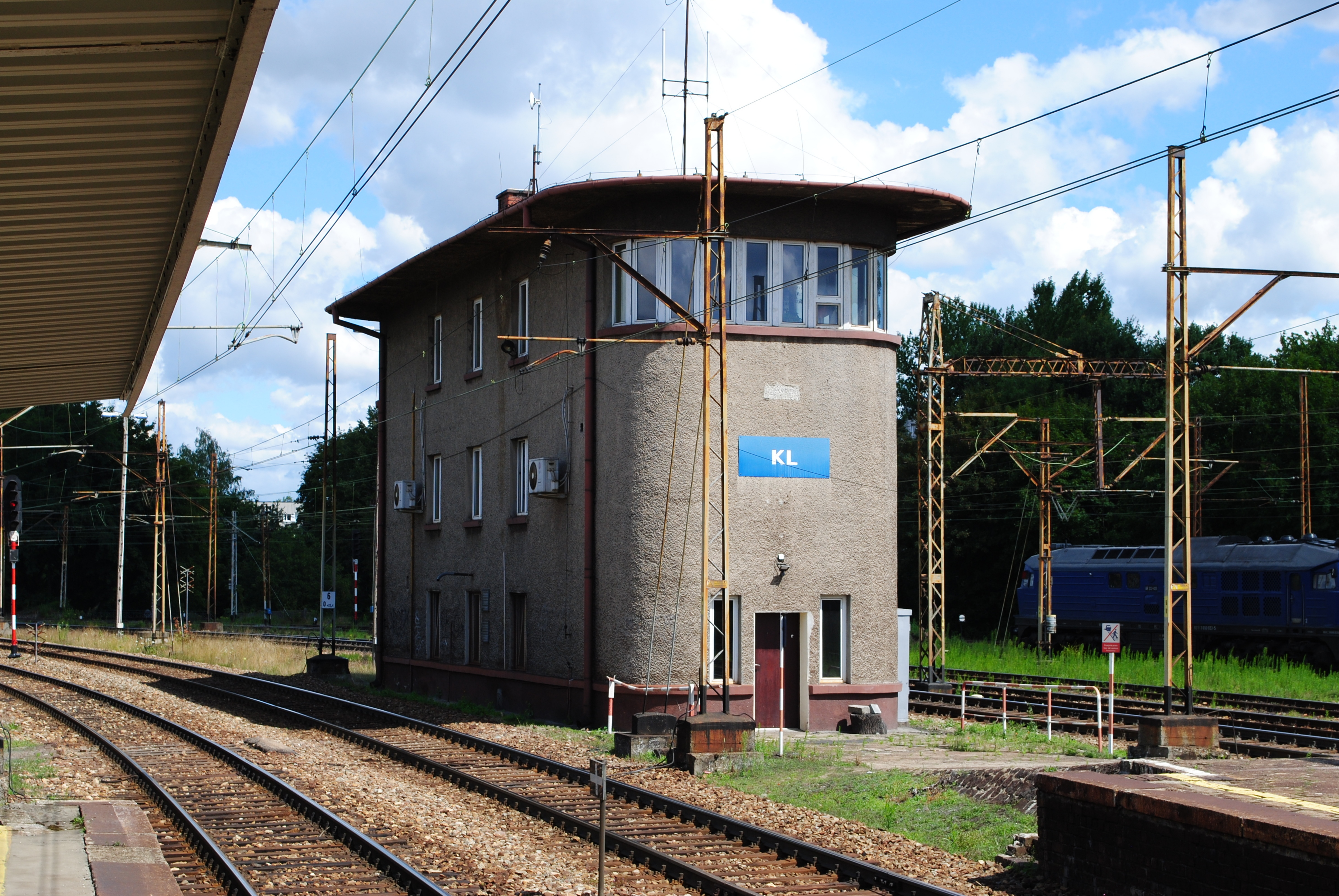
Nastawnia KL
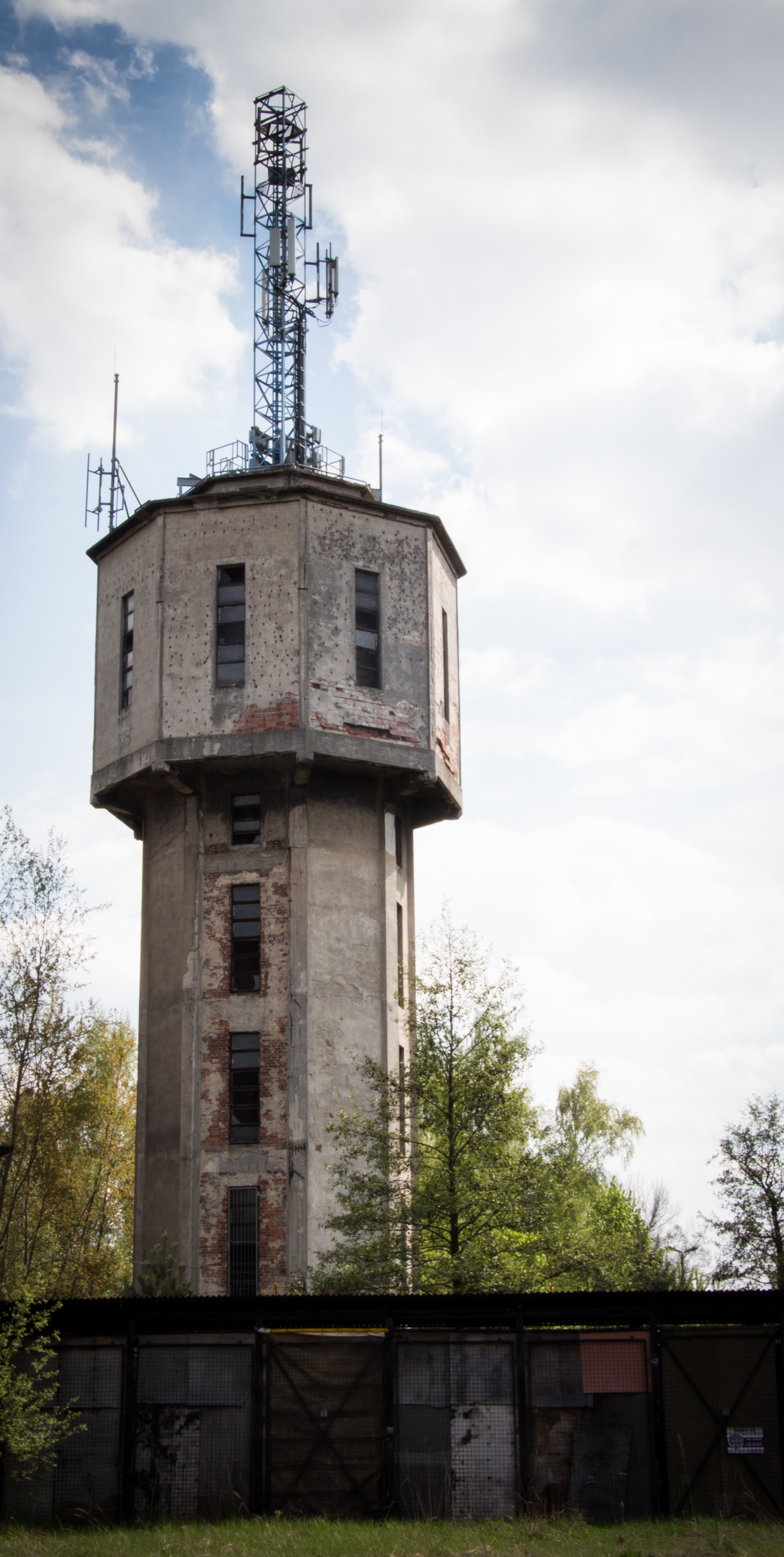
Wieża ciśnień przy stacji
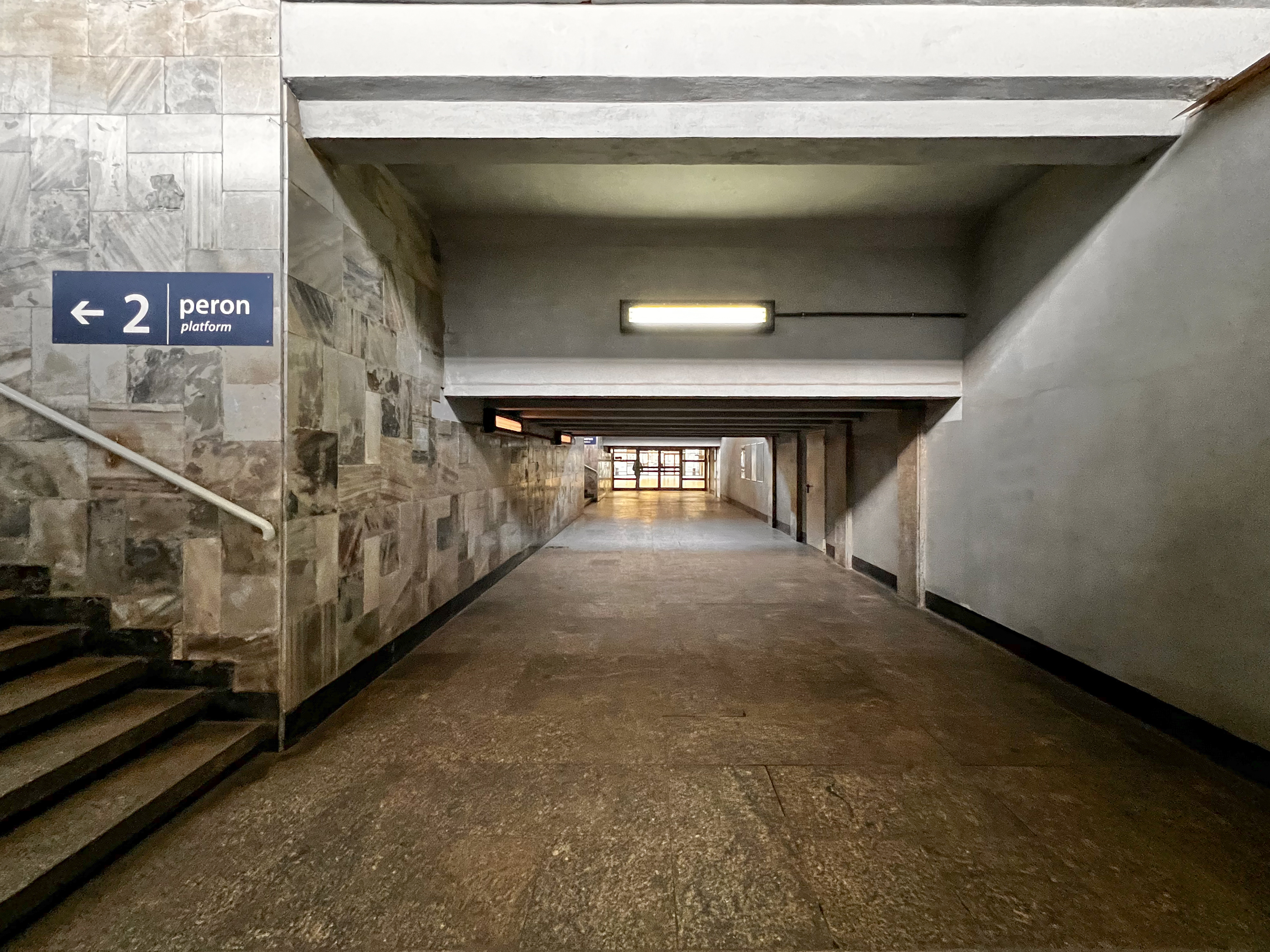
Przejście na perony
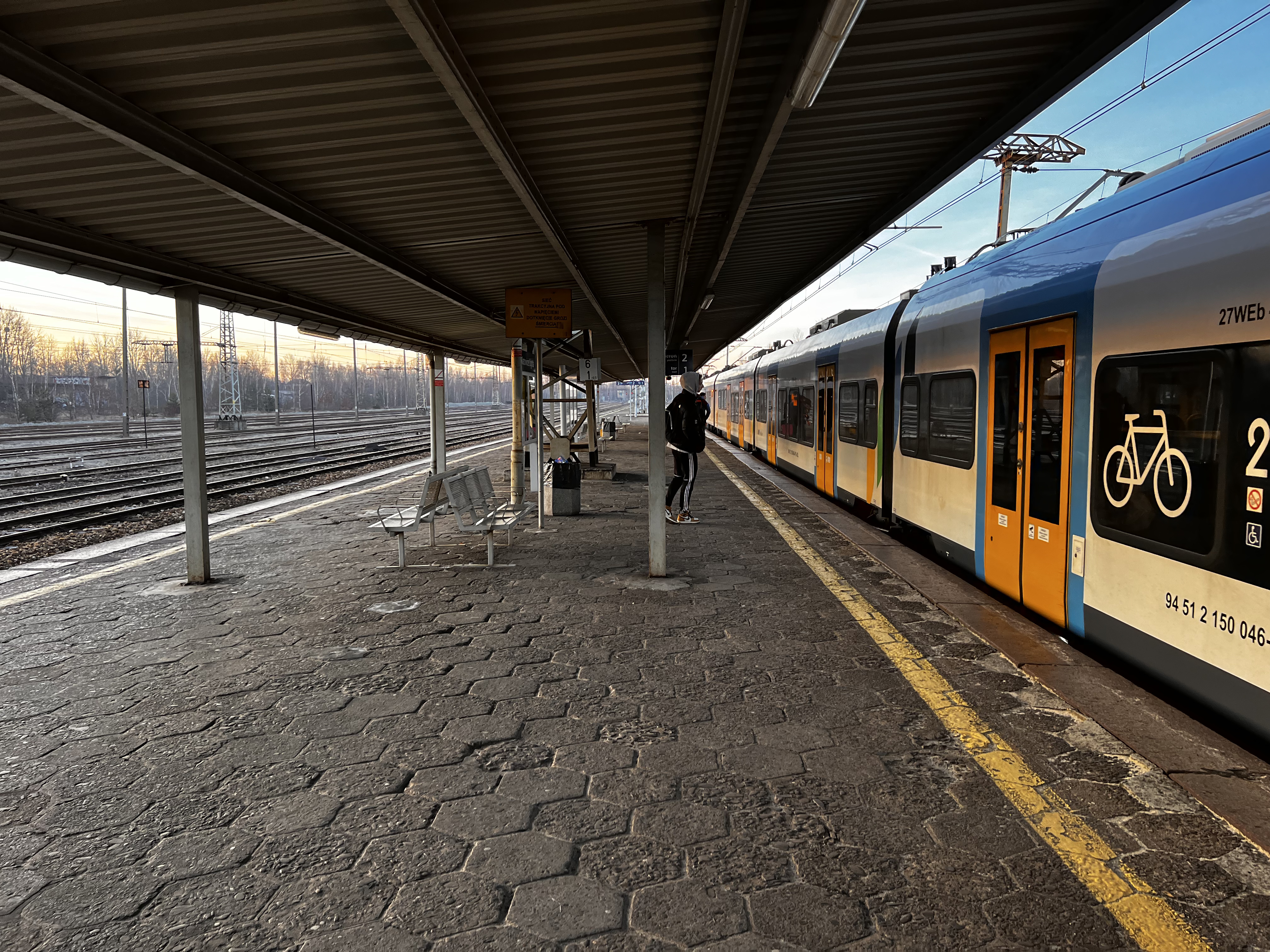
Peron drugi